# ساری‌تپه (زنجان)
ساری تپه مربوط به دوران‌های تاریخی پس از اسلام است و در شهرستان زنجان، بخش قره پشتلو، روستای باغ واقع شده و این اثر در تاریخ ۱۲ بهمن ۱۳۸۱ با شمارهٔ ثبت ۷۴۱۹ به‌عنوان یکی از آثار ملی ایران به ثبت رسیده است.